# Jean-Daniel Boissonnat
Jean-Daniel Boissonnat (né le 18 mai 1953) est un informaticien français spécialiste en géométrie algorithmique.

## Carrière
Jean-Daniel Boissonnat est ingénieur diplômé de l'École supérieure d’électricité (Promotion 1976). Il obtient une thèse de troisième cycle à l'université de Rennes en 1979, et une habilitation en informatique à l'université de Nice en 1992. Il est directeur de recherche à l'Institut national de recherche en informatique et en automatique (INRIA). En 2016/2017, il a été le professeur au Collège de France sur la chaire annuelle Informatique et sciences numériques ; son cours a eu pour titre : « Géométrie algorithmique : des données géométriques à la géométrie des données »,.

## Travaux
Jean-Daniel Boissonnat travaille en géométrie algorithmique, et notamment sur les structures de données géométriques, les diagrammes de Voronoï, triangulations, algorithmes randomisés, calculs robustes, planification de trajectoires, analyse topologique de données. Il a été l'un des fondateurs, en 1996, de CGAL, bibliothèque logicielle de calcul géométrique écrite en C++, et développée avec divers partenaires européens de recherche, comme l'Institut Max-Planck d'informatique à Sarrebruck, l'ETH Zurich, l'Université d'Utrecht. Il s'est ensuite intéressé aux problèmes de précision des calculs en géométrique. En 2014, Boissonnat obtient un ERC advanced grant pour le développement d'un projet nommé  GUDHI (acronyme de « Geometry Understanding in Higher Dimensions »).
Avec Mariette Yvinec, il est l'auteur du livre Géométrie algorithmique, paru en 1995 et traduit en anglais sous le titre Algorithmic Geometry. Sa leçon inaugurale au Collège de France Géométrie algorithmique : des données géométriques à la géométrique des données est accessible en ligne. Il est aussi l'auteur d'un livre Geometric and Topological Inference (2017).

## Prix et distinctions
- 1987 : prix IBM en Informatique
- 2006 : prix EADS en Sciences de l'Information
- 2006 : Chevalier de l'Ordre national du Mérite (France)
- 2013 : ANR Digital Technology Award

## Publications
Livres
- Jean-Daniel Boissonnat et Mariette Yvinec, Géométrie algorithmique, Paris, Ediscience international, 1995, xix+540 (ISBN 2-84074-112-1, SUDOC 003719545).
- Jean-Daniel Boissonnat et Mariette Yvinec (trad. Hervé Brönnimann), Algorithmic Geometry, Cambridge University Press, 1998, xx+519 (ISBN 0-521-56322-4, SUDOC 04599918X) — Traduction du précédent ; recension par Hans-Dietrich Hecker (1999), lien Math Reviews.
- Jean-Daniel Boissonnat, Frédéric Chazal et Mariette Yvinec, Geometric and Topological Inference, Cambridge University Press, 2017 (à paraître) (lire en ligne).
- Jean-Daniel Boissonnat, Géométrie algorithmique : des données géométriques à la géométrique des données, Fayard, coll. « College De France », 2017, 80 p. (ISBN 978-2-213-70765-5, lire en ligne)

Édition d'actes (sélection)
- (en) Jean-Daniel Boissonnat et Monique Teillaud (éditeurs), Effective computational geometry for curves and surfaces, Berlin, Springer, 2007, xii+343 (ISBN 978-3-540-33258-9 et 3-540-33258-8, SUDOC 110728181).
- Jean-Daniel Boissonnat, Albert Cohen, Olivier Gibaru, Christian Gout, Tom Lyche, Marie-Laurence Mazure et Larry L. Schumaker (éditeurs), Curves and surfaces : 8th international conference, Paris, France, June 12-18, 2014, Springer, coll. « Lecture Notes in Computer Science » (no 9213), 2014, xi+492 (ISBN 978-3-319-22803-7, SUDOC 189800666).